# Saxen (Górna Austria)
Saxen – gmina targowa w Austrii, w kraju związkowym Górna Austria, w powiecie Perg. Liczy 1774 mieszkańców (1 stycznia 2015).